# 8081 Leopardi
8081 Leopardi è un asteroide della fascia principale. Scoperto nel 1988, presenta un'orbita caratterizzata da un semiasse maggiore pari a 2,3218235 UA e da un'eccentricità di 0,1732364, inclinata di 12,28798° rispetto all'eclittica.
L'asteroide è dedicato al poeta italiano Giacomo Leopardi.